# Набережное (Воловский район)
На́бережное — село Воловского района Липецкой области. Центр Набережанского сельсовета.

## География
Расположено на правом берегу реки Олыма. 

## История
Известно с середины XIX века. По сведениям 1866 года — сельцо владельческое Набережное, при реке Олыме, 38 дворов.
Название — по местоположению на берегу реки.
В 1897 году в Набережном открыта железнодорожная станция Набережное, получившая название населённого пункта, в котором расположена. 
В годы Великой Отечественной войны наличие железнодорожной станции превратило Набережное в стратегический пункт, за обладание которым велись жестокие бои. 

## Население
| 2009 | 2010 | 2012 |
| ---- | ---- | ---- |
| 1010 | ↘932 | ↗950 |

## Инфраструктура
Действует ООО «ХПП Набережанское», культурно-спортивный комплекс "Луч".
В селе работали асфальтный завод, база по приемки угля, свеклопункт, хлебоприемный пункт, сельхозтехника, нефтебаза, автозаправочная станция, пункт по приему химических и минеральных удобрений, совхоз «Набережанский», детский сад, школа , больница, дом культуры, магазины (продуктовые, хозтовары, книги) , общепитовская столовая, аптека, почта, ж/д вокзал.

## Достопримечательность
В селе действует храм св. Варвары (Русская Православная Церковь, Липецкая митрополия, Липецкая епархия, Тербунское благочиние).
Храм построен в 1912—1915 гг., закрыт в 1927-м, полностью разрушен в 1929-м, вновь возведён в 1996—2002 гг.
Мемориал Братская могила советских воинов. Захоронены 219 советских воинов, имена которых известны.
Мемориал Павшим в годы Великой Отечественной войны односельчанам.

## Транспорт
Железнодорожная станция Набережное. Пригородные рейсы Набережное — Старый Оскол осуществляет "Пригородная пассажирская компания «Черноземье».
Автобусное сообщение, остановка на маршруте Липецк, автовокзал — Волово.
Автодорога местного значения. 

## Известные уроженцы
- Маслов, Алексей Григорьевич (1903—1971) — советский военачальник, генерал-майор (1943).